# Мервиль-Франсвиль-Плаж
Мерви́ль-Франсви́ль-Плаж (фр. Merville-Franceville-Plage) — коммуна во Франции, находится в регионе Нижняя Нормандия. Департамент коммуны — Кальвадос. Входит в состав кантона Кабур. Округ коммуны — Кан.
Код INSEE коммуны — 14409.

## Население
Население коммуны на 2010 год составляло 2109 человек.
| 1962 | 1968 | 1975 | 1982 | 1990 | 1999 | 2010 |
| ---- | ---- | ---- | ---- | ---- | ---- | ---- |
| 948  | 1046 | 1184 | 1309 | 1317 | 1521 | 2109 |

## Экономика
В 2010 году среди 1208 человек трудоспособного возраста (15—64 лет) 883 были экономически активными, 325 — неактивными (показатель активности — 73,1 %, в 1999 году было 65,9 %). Из 883 активных жителей работали 794 человека (410 мужчин и 384 женщины), безработных было 89 (48 мужчин и 41 женщина). Среди 325 неактивных 90 человек были учениками или студентами, 161 — пенсионерами, 74 были неактивными по другим причинам.